# 10303 Fréret
10303 Fréret eller 1989 RD2 är en asteroid i huvudbältet som upptäcktes den 2 september 1989 av den belgiske astronomen Eric W. Elst vid Haute-Provence-observatoriet. Den är uppkallad efter den franske historikern Nicolas Fréret.
Asteroiden har en diameter på ungefär 3 kilometer.